# Stop Murder Music
Stop Murder Music est une campagne internationale initiée par le militant homosexuel britannique Peter Tatchell au milieu des années 1990 pour faire interdire les œuvres de certains musiciens jamaïcains, en premier lieu des artistes de dancehall et ragga, dont les paroles contiennent des messages comme « tous les hommes gays doivent mourir ». Cette campagne a été considérée victorieuse en 2007 lorsqu'elle a contraint plusieurs chanteurs jamaïcains à signer un accord de renoncement à l'homophobie dans leur musique.

## Revendications
Tatchell et des organisations comme Human Rights Watch ont accusé Beenie Man, Elephant Man, Sizzla, Bounty Killer, Vybz Kartel, Capleton, T.O.K., Buju Banton et d'autres de promouvoir la violence homophobe à travers leur musique. Les activiste de la campagne SMM ont fait circuler des pétitions pour faire interdire leur musique, pour demander au gouvernement du Royaume-Uni de ne pas donner de visas aux artistes ciblés, et pour demander aux salles de concert de refuser toute tournée des musiciens mis en cause. En 2007, Beenie Man, Capleton, et Sizzla signent le Reggae Compassionate Act, qui prévoit des sanctions si les chanteurs créent des chansons avec des paroles similaires à celles accusées de promouvoir l'homophobie,.